# Reunion (film, 2024)
 (juillet 2025).
La mise en forme du texte ne suit pas les recommandations de Wikipédia : il faut le « wikifier ».
Les points d'amélioration suivants sont les cas les plus fréquents :
- Les titres sont pré-formatés par le logiciel. Ils ne sont ni en capitales, ni en gras.
- Le texte ne doit pas être écrit en capitales (les noms de famille non plus), ni en gras, ni en italique, ni en « petit »…
- Le gras n'est utilisé que pour surligner le titre de l'article dans l'introduction, une seule fois.
- L'italique est rarement utilisé : mots en langue étrangère, titres d'œuvres, noms de bateaux, etc.
- Les citations ne sont pas en italique mais en corps de texte normal. Elles sont entourées par des guillemets français : « et ».
- Les listes à puces sont à éviter, des paragraphes rédigés étant largement préférés. Les tableaux sont à réserver à la présentation de données structurées (résultats, etc.).
- Les appels de note de bas de page (petits chiffres en exposant, introduits par l'outil «  Source ») sont à placer entre la fin de phrase et le point final[comme ça].
- Les liens internes (vers d'autres articles de Wikipédia) sont à choisir avec parcimonie. Créez des liens vers des articles approfondissant le sujet. Les termes génériques sans rapport avec le sujet sont à éviter, ainsi que les répétitions de liens vers un même terme.
- Les liens externes sont à placer uniquement dans une section « Liens externes », à la fin de l'article. Ces liens sont à choisir avec parcimonie suivant les règles définies. Si un lien sert de source à l'article, son insertion dans le texte est à faire par les notes de bas de page.
- La présentation des références doit suivre les conventions bibliographiques. Il est recommandé d'utiliser les modèles {{Ouvrage}}, {{Chapitre}}, {{Article}}, {{Lien web}} et/ou {{Bibliographie}}. Le mode d'édition visuel peut mettre en forme automatiquement les références.
- Insérer une infobox (cadre d'informations à droite) n'est pas obligatoire pour parachever la mise en page.

Pour une aide détaillée, merci de consulter Aide:Wikification.
Si vous pensez que ces points ont été résolus, vous pouvez retirer ce bandeau et améliorer la mise en forme d'un autre article.
Pour plus de détails, voir Fiche technique et Distribution.
Réunion est un film américain de comédie et mystère sorti en 2024, réalisé par Chris Nelson. Il met en vedette Lil Rel Howery, Billy Magnussen, Jillian Bell, Jamie Chung, Michael Hitchcock, Nina Dobrev et Chace Crawford.
L’intrigue se déroule lors de la soirée d’une réunion de lycée vingt ans après la promotion, où un ancien élève populaire se fait assassiner ,preuve que même après vingt ans, certains vieux conflits ne meurent jamais.

## Synopsis
La nuit de la réunion des vingt ans de la promotion 2001 du lycée Ridgeview, la fête bat son plein chez Mathew Danbury, un gestionnaire de fonds spéculatifs à succès, qui semble autant flirter avec les invités qu’avec les lois du marché. Parmi les convives : un policier, une journaliste, une politicienne, un prof nostalgique, et une bande de « survivants » du lycée — prêts à ressasser rancunes et souvenirs, et à découvrir que leur ex-popularité ne les sauvera pas d’un meurtre mystérieux.
Alors que la tempête de neige immobilise tout le monde, la tension monte plus vite que la température dans la pièce, surtout quand le corps de Mathew est découvert. Entre accusations, secrets, et révélations, le groupe réalise que la soirée promet d’être aussi glaciale que la météo… et qu’ils sont tous suspects.

## Distribution
- [2]Lil Rel Howery (Ray Hammond) — meilleur ami de la victime, un peu lourd en séduction, souvent maladroit. (Connu pour Get Out (2017) où il joue Rod Williams).
- Billy Magnussen (Evan West) — policier qui essaie de garder le contrôle de la situation malgré les circonstances. (Connu pour Game Night (2018) et The Big Short (2015)).
- Jillian Bell (Vivian Chase) — la « weird girl » du groupe, encore marquée par les mauvais souvenirs du lycée.( Connue pour 22 Jump Street (2014) et la série Workaholics.)
- Jamie Chung (Jasmine Park) — journaliste curieuse, venue chercher des preuves sur les activités suspectes de Mathew. (Connue pour Once Upon a Time et The Hangover Part II (2011)).
- Michael Hitchcock (M. Theodore Buckley) — ancien professeur du lycée, nostalgique et un peu dépassé.( Connu pour la série Scrubs et Best in Show (2000)).
- Dianne Doan (Lisa Danbury) — épouse mystérieuse de Mathew, . (Connue pour la série Warrior).
- Cassandra Blair (Meagan Cooper) — ancienne populaire du lycée, victime secondaire dans l’enquête.( Moins connue, active surtout dans des rôles secondaires).
- [3]Nina Dobrev (Amanda Tanner) — politicienne, cachant des secrets liés au passé et à la victime. (Connue pour Elena Gilbert [4]et Katarina Petrova dans The Vampire Diaries (2009–2017)).
- Chace Crawford (Mathew Danbury) — la victime, gestionnaire de fonds à succès, charmeur et manipulateur. Connu pour Nate Archibald dans Gossip Girl (2007–2012).